# Roger Jénoc
Roger Jénoc (París, 7 de abril de 1891 - 1976) es un violinista, compositor y director de orquesta francés.
Roger Jénoc nació en una familia modesta. Pronto huérfano de padre y madre, fue recogido por unos tíos. Mostró desde joven predisposición por la música, recibiendo clase de violín en el Conservatorio de París a los diez años de edad. Entró como primer violín en los Concerts Pasdeloup. Como violinista suplementario, participa en 1913 en el estreno de La consagración de la primavera de Ígor Stravinski.
Roger Jénoc fue primer violín en la Ópera Garnier. Fue nombrado violín solo en la Opéra-Comique (salle Favart), en 1922. También fue violinista en los Conciertos Clásicos de Montecarlo, así como primer violín en la orquesta de la Ópera de Montecarlo. Roger Jénoc debió abandonar su violín a causa de un problema cardiaco. Además, se consagró a la dirección orquestal y a la composición musical. Desempeñó el cargo de director de orquesta en diversas orquestas, culminando su carrera en la Ópera de Toulon de 1956 a 1962. 
La música que Roger Jénoc compuso afirmó sus influencias. Si los ballets, y las óperas tienen un lugar preponderante en su obra, pero no abandonó el aspecto de cámara, con las sonatas para violín y piano, así como melodía de inspiración fauresiana. Sus óperas son Khadoudja (1926) y Rouget de l'Isle (1937, éditions Eschig), ambas sobre textos versificados de Émile Roudié.